# Registro Italiano Navale
Registro Italiano Navale (RINA) – włoskie towarzystwo klasyfikacyjne powstałe w 1861 roku jako Registro Italiano, z siedzibą centrali w Genui. 
Po połączeniu z konkurencyjnym Registro Nazionale w 1910 roku funkcjonowało jako Registro Nazionale Italiano, a od roku 1922 jako Registro Italiano Navale (RINA).
W 1863 roku RINA wydało swoją pierwszą księgę rejestrową, w której wymienionych było 340 statków.
W latach 1947–1968 RINA było instytucją egzekwującą przymusowy rejestr wszystkich włoskich statków o pojemności przekraczającej 100 RT.
Registro Italiano Navale posiada przedstawicielstwa we wszystkich większych portowych miastach na świecie.
Registro Italiano Navale jest członkiem IACS.